# Thomas (Barnet)
Thomas is een historisch merk van motorfietsen.
De bedrijfsnaam was: J.L. Thomas Motorcycles, Barnet.
Dit Britse merk kwam in 1902 op de markt met drie modellen. Zoals gebruikelijk werden inbouwmotoren van andere merken (Minerva en Kerry) gebruikt, maar een van de drie modellen had een motorblok dat door J.L. Thomas zelf was ontwikkeld. 
In 1903 was het eigen motorblok uit productie genomen, maar de andere twee modellen werden tot 1904 geproduceerd.
- Er was nog een merk met deze naam, zie Thomas (Buffalo).